# كارولين أرمينغتون
كارولين أرمينغتون (بالإنجليزية: Caroline Armington)‏‏ (11 سبتمبر 1875 في برامبتون - 25 أكتوبر 1939 في نيويورك) رسامة، ومصممة مطبوعات من كندا.